# Bruce Rauner
Bruce Rauner, właśc. Bruce Vincent Rauner (ur. 18 lutego 1957 w Chicago, Illinois) – amerykański polityk, w latach 2015–2019 gubernator Illinois, członek Partii Republikańskiej.